# Mon Faust
Mon Faust est une œuvre inachevée de Paul Valéry publiée en 1946. Elle a été créée au Théâtre de l'Œuvre à Paris, le 14 avril 1962.

## Création
Création le 14 avril 1962 au Théâtre de l'Œuvre à Paris.
- Mise en scène : Pierre Franck
- Décors : Pierre Simonini
- Costumes : Jacques Schmidt
- Musique : Pierre Boulez
- Personnages et interprètes :
  - Faust : Pierre Fresnay
  - Lust : Danièle Delorme
  - Méphistophélès : Pierre Dux
  - Le disciple : Robert Etcheverry
  - Le serviteur type : Jacques-Henri Duval
  - Goungoune : Rosine Luguet
  - Astaroth : Gabriel Jabbour
  - Bélial : Henri Labussière

## Théâtre des Célestins, 1964
Du 7 au 9 février 1964 au Théâtre des Célestins. 
- Mise en scène : Pierre Franck
- Décor : Pierre Simonini
- Musique : Pierre Boulez
- Personnages et interprètes :
  - Faust : Paul-Émile Deiber
  - Lust : Geneviève Kervine
  - Méphistophélès : Claude Dauphin
  - Le disciple : Pascal Leguen
  - Le serviteur type : Jean-Marc Simon
  - Goungoune : Jacqueline Johel
  - Astaroth : Albert Rieux
  - Bélial : Roland Charbaux

## Théâtre de la Michodière, 1971
Au théâtre de la Michodière, en 1971.
- Mise en scène : Pierre Franck
- Décors : Pierre Simonini
- Musique : Pierre Boulez
- Personnages et interprètes :
  - Faust : Pierre Fresnay
  - Lust : Danièle Delorme
  - Méphistophélès : Julien Bertheau
  - Le disciple : Philippe Laudenbach
  - Le serviteur type : Serge Blondeau

## Théâtre du Rond-Point, 1987
À partir du 29 janvier 1987 au Théâtre du Rond-Point.
- Mise en scène : Pierre Franck
- Décors Agostino Pace
- Personnages et interprètes :
  - Faust : Pierre Dux
  - Lust : Fanny Delbrice
  - Méphistophélès : Robert Hirsch
  - Le disciple : Xavier Florent

## Théâtre de Carouge, 2014
Au théâtre de Carouge, en 2014.
- - Mise en scène : Philippe Mentha
  - Décors : Yves Besson, Marc-Etienne Despland, Jérôme Jousson et Cédric Rauber
  - Personnages et interprètes :
    - Faust : Philippe Mentha
    - Lust : Alexandra Tiedemann
    - Méphistophélès : Emmanuelle Ramu
    - Le Disciple : Darius Kehtari
    - Le Serviteur : Claude Vuillemin